# 柳布沙 (日達喬夫區)
49°16′56″N 24°14′5″E / 49.28222°N 24.23472°E
柳布沙（烏克蘭語：Любша），是烏克蘭西部的村莊，隸屬利維夫州的斯特雷區。該村處於柳別什卡河畔，面積1.62平方公里，海拔高度252米，2001年人口568。